# Anne Solsvik

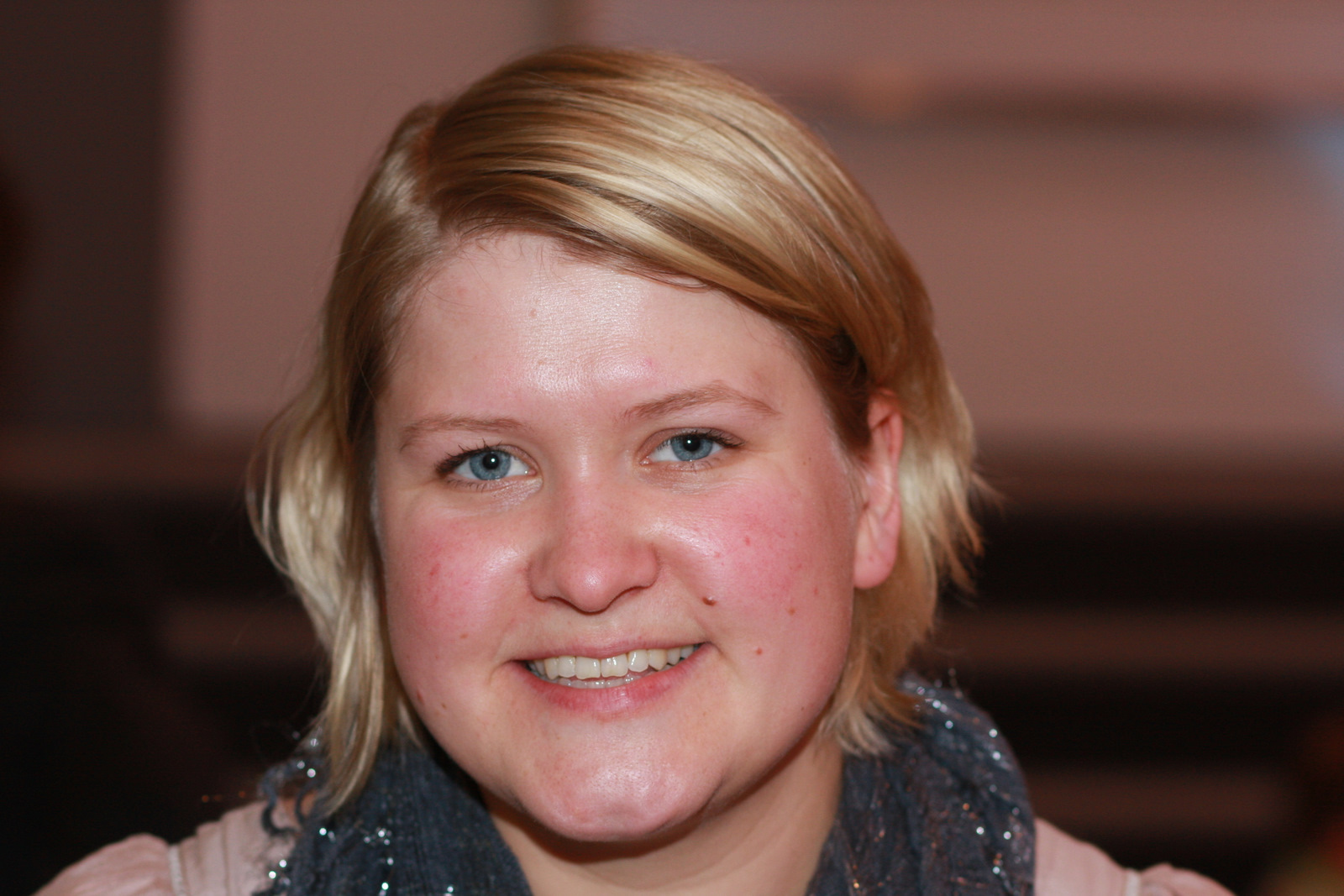
Anne Solsvik, 2009

Anne Solsvik (* 1981) ist eine norwegische Politikerin der sozialliberalen Partei Venstre. Von 2007 bis 2010 war sie Vorsitzende der Unge Venstre. Seit Oktober 2020 ist sie Staatssekretärin im Bildungsministerium.

## Leben
Solsvik stammt aus der südnorwegischen Stadt Arendal. Im Oktober 2007 wurde sie zur Vorsitzenden der Jugendorganisation Unge Venstre gewählt. Zuvor fungierte sie bereits als stellvertretende Vorsitzende und war als Beraterin für die Venstre-Fraktion im norwegischen Nationalparlament Storting tätig. Im Jahr 2007 zog sie außerdem in den Stadtrat von Arendal ein. Sveinung Rotevatn wurde im Oktober 2010 zum neuen Vorsitzenden der Unge Venstre gewählt.
Von 2010 bis 2015 wirkte Solsvik als persönliche Beraterin der damaligen Venstre-Vorsitzenden Trine Skei Grande. Im Jahr 2015 begann sie für das Osloer Beratungsbüro First House zu arbeiten, 2019 wurde sie dort Partnerin. Im Mai 2020 wurde berichtet, dass Solsvik ein Treffen zwischen ihrem Kunden Hurtigruten und Regierungsmitgliedern ihrer Partei arrangiert habe. Am 5. Oktober 2020 wurde sie zur Staatssekretärin im Bildungsministerium unter Bildungsministerin Guri Melby ernannt. Es wurde daraufhin ihre Kundenliste der letzten 18 Monate veröffentlicht.